# François Chambon
Pour les articles homonymes, voir Chambon.
François Chambon, né le 20 août 1744 à La Celle, tué le 9 octobre 1793 à la deuxième bataille de Châtillon, est un général de brigade de la Révolution française.

## États de service
François Chambon s'engage comme dragon en 1771 au régiment de Languedoc et y reste lorsque celui-ci est transformé en régiment de chasseurs à cheval. Maréchal-des-logis en 1783, puis maréchal-des-logis-chef en 1786, il est congédié le 6 novembre 1790, avec une place de maréchal des logis des Invalides.
Il entre alors dans la garde nationale de Paris puis retourne dans son régiment comme sous-lieutenant le 2 juin 1792. Affecté à des opérations de recrutements il passe au 8e régiment de hussards comme capitaine en novembre 1792.
Transféré à l'armée des côtes de La Rochelle en mai 1793, il combat à Chinon, Saumur (juin 1793), Doué(5 août). Il traverse la Vendée et se targue d'avoir incendié le château du Général Laugrenière. Promu général de brigade le 30 septembre 1793, il est tué le 9 octobre suivant lors de la deuxième bataille de Châtillon.